# Nationalisme thiois
Ne doit pas être confondu avec Mouvement pan-thiois.

Situation de la Grande-Néerlande en Europe.

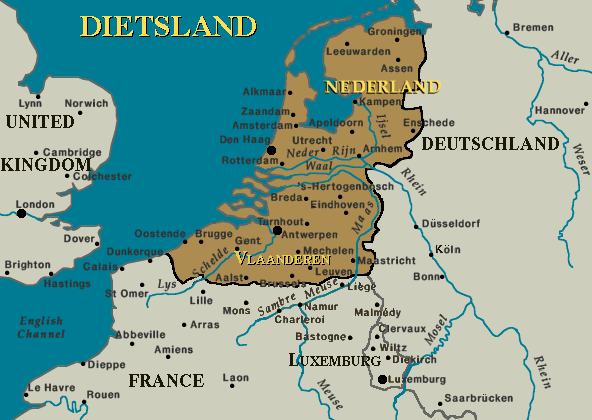
Carte de la « Thiogne » (Grande-Néerlande) : dans cette version, Bruxelles est considérée comme faisant partie du pays ; dans d'autres, c'est un micro-État continuateur de la Belgique, voire un territoire fédéral capitale des États-Unis d'Europe. La carte suppose aussi l'annexion de la Wallonie par la France.

Le nationalisme thiois (en néerlandais groot-nederlandisme) est un mouvement politique irrédentiste voulant la création d'un pays basé sur la langue néerlandaise appelé Thiogne (Dietsland en néerlandais) ou Grande-Néerlande (Groot-Nederland) et comprenant les Pays-Bas actuels et la Flandre belge, voire le Westhoek français.
L'idée grand-néerlandaise, qui a émergé dans les années 1920, implique le rétablissement de l’unité brisée depuis 1585, et qui ne fut que temporairement restaurée en 1815, de la Flandre et des Pays-Bas septentrionaux pour constituer une Grande Néerlande, les Pays-Bas unis.

## La langue néerlandaise, fondement de l'idée grand-néerlandaise

Symbole unioniste des Pays-Bas et de la Flandre.

La communauté de langue commune est l'élément fédérateur car la religion et l'histoire ont séparé les Flamands majoritairement catholiques des autres Néerlandais majoritairement protestants.
Les adeptes de la Grande Néerlande s'opposent donc à l’appartenance des Wallons à la communauté thioise. Faire resurgir le royaume uni des Pays-Bas (Vereenigd Koninkrijk der Nederlanden) dans les frontières de 1815-1830 n'est pas un objectif de ce courant de pensée, ces frontières rappelant davantage les Pays-Bas des États bourguignons que la Néerlande fondée sur une communauté linguistique. 
La récupération de l'Afrique du Sud était en revanche cohérente avec les objectifs généraux de ce courant de pensée.

## Les soutiens politiques de l'idée grand-néerlandaise

### Avant la Seconde Guerre mondiale
Le grand partisan de la pensée grande-néerlandaise fut Pieter Geyl, professeur d'histoire à l'université d'Utrecht, qui publiait avec son ouvrage De Groot-Nederlandsche Gedachte un travail historiographique qui eut un énorme retentissement auprès des milieux politiques. Toutefois, dans les années 1930, il perçut avec tristesse que les forces extrémistes détournaient ses idées et en abusaient. 
Le mouvement grand-néerlandais, qui obtint le soutien de certains milieux flamands et universitaires néerlandais, est souvent confondu avec les mouvements de droite radicale de l'entre-deux-guerres ou avec la collaboration. 
Déjà au cours des années 1930, on fonda à Rotterdam une fondation pour les Pays-Bas septentrionaux et la Flandre (Stichting Noord-Nederland-Vlaanderen), qui atteindra le nombre d’environ un millier de membres.

### Pendant la Seconde Guerre mondiale
En juillet 1940, la fondation pour les Pays-Bas septentrionaux et la Flandre rédigera, en collaboration avec les membres du mouvement national-socialiste (Nationaal-Socialistische Beweging, NSB) et de l'Union néerlandaise (Nederlandsche Unie), un manifeste sur les fondements d’une Grande-Néerlande, que l’occupant allemand mit toutefois de côté. En effet, les nationaux-socialistes allemands ne souhaitaient pas l'émergence d'une Grande-Néerlande mais l'intégration des Pays-Bas et de la Flandre au Reich grand-allemand.
Au cours de la Seconde Guerre mondiale, plusieurs adhérents de la Ligue nationale flamande (Vlaams Nationaal Verbond, VNV) furent séduits par l'idée d'une Grande-Néerlande, pour laquelle une organisation telle que Nederland Eén! d'August De Wilde d'Eeklo fit souvent campagne à la consternation de l'occupant allemand, et de la DeVlag qui combattait l'émergence d'une Grande-Néerlande de façon acharnée. Aux Pays-Bas, la NSB, le Front noir (Zwart Front) et l’Union des Pays-Bas (Nederlandsche Unie) soutinrent la pensée grande-néerlandaise. 
Toutefois, en raison de l'hostilité allemande, la circulation de l'un et de l'autre côté de la frontière fut rendue impossible.

### Après la Seconde Guerre mondiale
Après la Seconde Guerre mondiale, le nombre de partisans atteignit son point le plus bas dans les Pays-Bas. La pensée trouvera encore des adeptes au sein du Algemeen-Nederlands Verbond (Association générale néerlandaise) : Geerten Gossaert a publié sur le sujet. Plus tard, Andries Postma, membre de la chambre haute du Parlement néerlandais pour le CDA, se fit entendre. Depuis 1985, de plus en plus d’orangistes s’expriment ouvertement en faveur de cette aspiration. 
Il semble que la pensée grande-néerlandaise ait commencé à reconquérir le terrain aux Pays-Bas septentrionaux à partir de 2000, dans le contexte de l’unification de l’Europe. 
En Flandre, les adeptes se concentrent surtout dans les milieux nationalistes flamands, en particulier au sein d'un parti politique, initialement la Volksunie (disparue), puis ses successeurs (Vlaams Belang) et ramifications dans le mouvement flamand plus large. Des organisations nationalistes comme Voorpost (avant-poste) ne cachent pas leurs sympathies grande-néerlandaises. La Nationalistische Studentenvereniging (NSV!), active dans les milieux étudiants depuis 1976, promeut également cette idéologie et est connue pour servir de vivier militant au Vlaams Belang.
Depuis 2018, l'organisation de jeunesse grande-néerlandaise Geuzenbond est active aux Pays-Bas et en Flandre. Des membres de cette organisation ont fondé en 2021 à Leyde la Groot-Nederlandse Studentenvereniging, une association étudiante. Une section à Nimègue a suivi en 2023.